# Kościół św. Krzyża w Kobylnicy
Kościół św. Krzyża – modernistyczny rzymskokatolicki kościół parafialny zlokalizowany w Kobylnicy w gminie Swarzędz.
We wsi istniała murowana kaplica z 1903, w której odprawiano nabożeństwa. Mieszkańcy korzystali
także z kościoła w Wierzenicy. W latach 50. XX wieku pojawiły się pierwsze pomysły budowy kościoła w Kobylnicy, w miejscu istniejącej kaplicy. Starania w tym kierunku rozpoczęto jednak dopiero w połowie lat 70. XX wieku, a władze PRL wydały zgodę na budowę świątyni w 1981.